# The Ballad of Lefty Brown
The Ballad of Lefty Brown is een Amerikaanse western uit 2017, geschreven en geregisseerd door Jared Moshe, met in de hoofdrol Bill Pullman als het titulaire personage en met Kathy Baker, Jim Caviezel, Peter Fonda, Tommy Flanagan en Michael Spears.

## Verhaal
Wanneer zijn oude vriend Edward Johnson, gekozen senator, wordt vermoord door een paardendief, zoekt cowboy Lefty Brown wraak. Om de daders te vinden en te doden, reist hij door de verlaten vlaktes van Montana in het gezelschap van een jonge buitenbeentje, Jeremiah, en een alcoholische marshall, Tom Harrah. Terwijl ze op zoek gaan naar de sponsors van de misdaad, wordt Brown beschuldigd van de moord op zijn oude metgezel. Alleen tegen iedereen is Brown vastbesloten zijn onschuld te bewijzen en de echte moordenaars, corrupte politici, te ontmaskeren.

## Rolverdeling
| Acteur              | Personage               |
| ------------------- | ----------------------- |
| Bill Pullman        | Lefty Brown             |
| Kathy Baker         | Laura Johnson           |
| Jim Caviezel        | Gouverneur James Bierce |
| Peter Fonda         | Edward Johnson          |
| Tommy Flanagan      | Tom Harrah              |
| Michael Spears      | Biscuit                 |
| Joe Anderson        | Frank Baines            |
| Diego Josef         | Jeremiah Perkins        |
| Joseph Lee Anderson | Oak                     |
| Lewis Pullman       | Billy Kitchen           |

## Productie
Het project ging van start in september 2016, toen de casting van Bill Pullman, Jim Caviezel, Peter Fonda, Kathy Baker en Tommy Flanagan werd aangekondigd. Schrijver en regisseur Jared Moshe en producer Neda Armian overwogen andere locaties waar ze de film konden filmen. Na veel verschillende staten in het Westen te hebben verkend, kozen ze Montana om de film te filmen, vanwege de authenticiteit die het project zou opleveren. Meer dan honderd locals werden ingezet als figuranten.
De belangrijkste opnames begonnen op 8 september 2016. De opnames vonden plaats in Bannack State Park in Bannack, Montana, 40 kilometer ten zuidwesten van Dillon. Andere locaties waren Dillon, Montana, Virginia City, Montana en Ennis, Montana. Filmen duurde 20 dagen.

## Release
De film ging in première op 11 maart 2017 op het festival South by Southwest. Kort daarna verwierven A24 en DirecTV Cinema de distributierechten voor de film. De film had een daaropvolgende brede release in de Verenigde Staten op 15 december 2017. Uitverkochte vertoningen van de film, in de buurt van de opname-locatie in Whitehall, Montana, brachten meer dan $ 10.000 op voor historische conserveringsinspanningen door het Jefferson Valley Museum.

## Ontvangst
De film ontving over het algemeen positieve kritieken van critici. Op Rotten Tomatoes heeft The Ballad of Lefty Brown een waarde van 79% en een gemiddelde score van 6,30/10, gebaseerd op 29 recensies. Op Metacritic heeft de film een gemiddelde score van 64/100, gebaseerd op 12 recensies.